# Лосичі
Лосичі (біл. Лосічы) — село в Білорусі, у Пінському районі Берестейської області. Орган місцевого самоврядування — Пліщицька сільська рада.

## Географія
Лежить за 12 км на південний схід від Пінська.

## Історія
Вперше згадується у привілеї Сигізмунда Старого Миколаю Сиропяту на 2 двори «в селе Лосичах». У 1657 році, під наступу козацьких загонів на Поліссі у рамках повстання під проводом Богдана Хмельницького, Лосичі зайняло козацьке військо. 1775 року за заслуги село отримав у володіння на 50 років Адам Скірмунт, пинський земський суддя і посол.
Після другого поділу Польщі 1793 року село належало до складу Російської імперії. За ревізією 1858 року в селі було 14 дворів та 127 державних селян, 6 дворів та 52 жителів-орендарів. Станом на 1860-ті роки було державним село Кнубовської сільської громади Лемішевицької волості. Наприкінці XIX століття в селі налічувалося 70 дворів і 466 мешканців, у присілках — 16 дворів і 90 мешканців, була наявна каплиця. На початку XX століття в селі було 77 дворів і 622 жителі.
З 1921 року — у складі міжвоєнної Польщі. З 1939 року — належало до БРСР. З 4 квітня 1939 року у складі Пінського повіту Пінської області, з 15 січня 1940 року — в Пінському районі. З липня 1941 по липень 1944 року перебувало під німецькою окупацією. З 1954 року у складі Берестейської області. З 1958 року входить до Пліщицької сільської ради.

## Населення
За переписом населення Білорусі 2009 року чисельність населення села становила 381 особа.